# Jean-Baptiste-Gaspard d'Ansse de Villoison
Jean-Baptiste-Gaspard d'Ansse de Villoison (Corbeil-Essonnes, 5 marzo 1750 – Parigi, 28 aprile 1805) è stato un filologo classico francese.

## Formazione
Nato da una nobile famiglia di origine spagnola, frequentò con particolare interesse e dedizione l'Università di Parigi, in diversi collegi, appassionandosi ben presto alla lingua greca, disciplina in cui ben presto acquisì una profonda competenza: otteneva sempre premi nella composizione in quella lingua e le biografie raccontano che l'unica volta che non ottenne il premio fu quando, trovatosi di fronte ad un testo greco corrotto, lo corresse prima di tradurlo, mostrando una precoce predisposizione per la filologia che non fu compresa dai suoi maestri.
Era dotato di una memoria salda e tenace e già a 19 anni aveva letto una buona parte del patrimonio della letteratura latina e di quella greca. Si dedicò perciò allo studio delle lingue orientali, giungendo così in breve tempo ad apprendere l'arabo, il siriaco e l'ebraico.

## Attività filologica
La pubblicazione del Lessico di Apollonio Sofista sulla base di un manoscritto di Saint-Germain des Prés gli valse l'interesse della Académie des inscriptions et belles-lettres, che lo invitò ad associarsi nel 1772, e un'ampia fama in tutta Europa. Tra il 1775 e il 1776 compì una serie di viaggi in Germania e nei Paesi Bassi. Nel 1778 apparve un'edizione del romanzo di Longo Sofista.
Aveva già esplorato la Bibliothèque du Roi a Parigi, quando fu animato dal desiderio di esplorare i fondi manoscritti della Biblioteca Marciana di Venezia e si fece perciò mandare dal governo francese nella città lagunare nel 1781. Vi dimorò per quattro anni, dividendo il suo tempo fra le ricerche filologiche in biblioteca e la frequentazione dei dotti più importanti dell'epoca, principalmente l'abate Jacopo Morelli. La sua scoperta più importante fu quella di un manoscritto dellIliade di Omero, dai margini completamente ricoperti di scolii antichi. Concepì perciò la speranza di trovare in Oriente un manoscritto, altrettanto prezioso, dellOdissea. Nel corso dei preparativi si recò in Germania alla corte del duca di Sassonia-Weimar.
In questo periodo de Sainte-Croix lo pregò di sorvegliare la stampa delle sue Mémoires sur la religion secrète des anciens peuples, ma Villoison, senza chiedere il consenso dell'amico, ne corresse il testo e vi intercalò una propria dissertazione dal titolo De triplici theologia mysteriisque veterum. De Sainte-Croix se ne lamentò fortemente.
Opera di particolare importanza sono gli Anecdota Graeca (1781), raccolta di testi inediti ricavati dai manoscritti di Parigi e Venezia: sono presenti la Ionia (giardino di violette) dell'imperatrice Eudocia, e numerosi frammenti dei filosofi neoplatonici Giamblico e Porfirio, Procopio di Gaza, Coricio ed i grammatici greci.
Nel 1785, finalmente, Villoison partì per Costantinopoli con l'ambasciatore Choiseul-Gouffier; le sue speranze furono però alquanto frustrate, poiché egli non riuscì a scovare i tesori che si attendeva neppure a Monte Athos nei cui monasteri pure soggiornò qualche tempo. Nel 1786 fece ritorno a Parigi e cominciò a pubblicare i Prolegomena alla sua edizione dell'Iliade, avviando anche uno studio sulla Grecia il cui progetto fu molto lodato da Chardon de La Rochette.

## Gli ultimi anni
La morte della madre e della moglie e lo scoppio della Rivoluzione francese sconvolsero i suoi piani letterari. In quanto nobile fu scacciato da Parigi; si recò perciò ad Orléans, che era dotata di una preziosa biblioteca, e si dedicò allo studio delle note erudite di Valesius. Ritornato a Parigi, per sbarcare il lunario inaugurò un corso privato di letteratura greca antica e moderna, che ebbe però scarso successo nonostante la sua fama. Fu poi nominato professore di greco al Collège de France, ma una malattia gli impedì di intraprendere l'insegnamento e lo rapì al mondo il 26 aprile 1805 all'età di 55 anni.
Al momento di morire, era intento alla preparazione di un'edizione critica del De natura deorum di Cornuto, delle opere del sofista Coricio e della Paléographie grecque di Montfaucon.

## Opere
- Apollonii lexicon graecum Iliadis et Odysseae, Paris 1773.
- Longi Pastoralium de Daphnide et Chloe libri quatuor, Paris 1778.
- De quibusdam Hippocratis, Sophoclis et Theocriti locis epistola ad cl. vir. Lorry, Venezia 1781.
- Anecdota graeca e regia Parisiensi et e Veneta S. Marci bibliothecis deprompta, Venezia 1781.
- Epistolae Vinarienses in quibus multa graecorum scriptorum loca emendantur, Zürich 1783.
- Nova versio Graeca Proverborum, Ecclesiastis, Cantici Canticorum, Ruthi, Threnorum Danielis et selectorum Pentateuchi locorum, Strasburg 1784.
- Homeri Ilias ad veteris Codicis Veneti fidem recensita; scholia in eam antiquissima, ex eodem Codice nunc primum eruta, Venezia 1788.
- De l'Hellade a la Grece: voyage en Grece et au Levant (1784-1786), édité par Étienne Famerie, G. Olms, Hildesheim-New York 2006.